# Plastik SI
Plastik SI, v preteklosti Aha Plastik, je slovenski proizvajalec plastične embalaže za industrijske izdelke s sedežem v Kanalu v Soški dolini.
Plastik uporablja dva načina izdelovanja plastičnih izdelkov:
- Pihanje: se uporablja za sode, plastenke v velikosti od 1 L do 150 L
- Brizganje: za okrogla, ovalna, pravokotna in cilindrična vedra od 0,5 L do 30 L, različne zaboje, kompostnik, košare za kmetijstvo in drugo

Podjetje leta 2006 prevzela Mojca Lukančič in ga vključila v skupino AHA. Nekaj let kasneje je zašlo v težave, nakar ga je skupaj z dolgovi prevzela Družba za upravljanje terjatev bank in izvedla prisilno poravnavo. Od DUTB ga je leta 2016 za simbolično ceno prevzel proizvajalec barv Jub, ki je bil že prej največja stranka.

## Zunanje povezav e
- Uradna stran